# Ještěd
Der Ještěd (deutsch Jeschken) ist mit 1012 m n.m. die höchste Erhebung im Jeschkengebirge in Nordböhmen (Tschechien). Der auffallende Fernsehturm auf dem Gipfel macht ihn zu einer unverwechselbaren Landmarke.

## Entstehung des Namens
Der Ursprung des Namens ist ungewiss, vermutlich leitet sich der Name von Eschenberg nach der einst dort vorherrschenden Baumart ab. Im Tschechischen ist der Name zuerst im Jahr 1545 als „Jesstied“ nachgewiesen (pod horou Jesstiedem), die deutsche Form wird als „Jeschkenberg“ erstmals im Jahr 1565 erwähnt.

## Lage und Umgebung

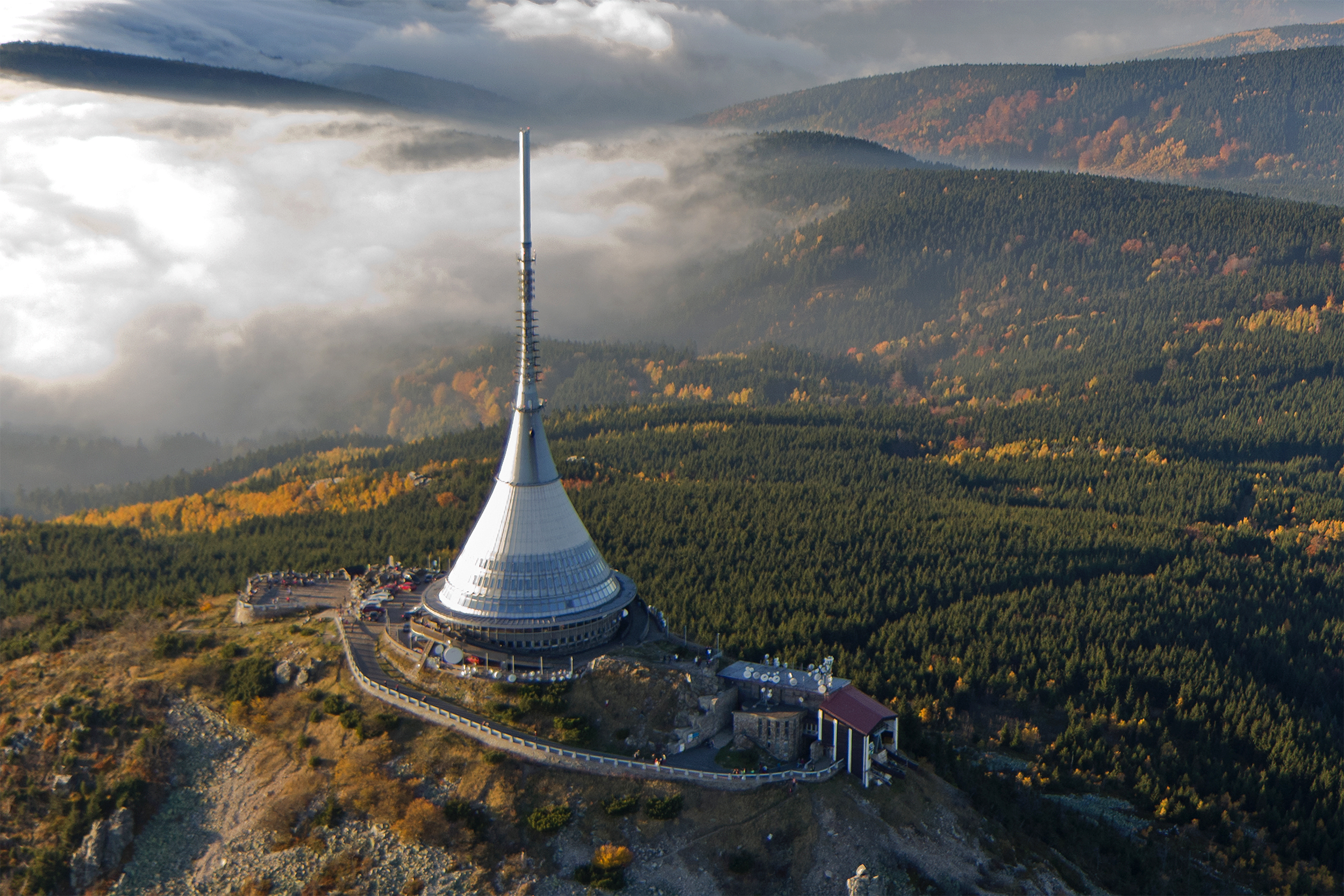
Luftaufnahme des Gipfels aus südöstlicher Richtung

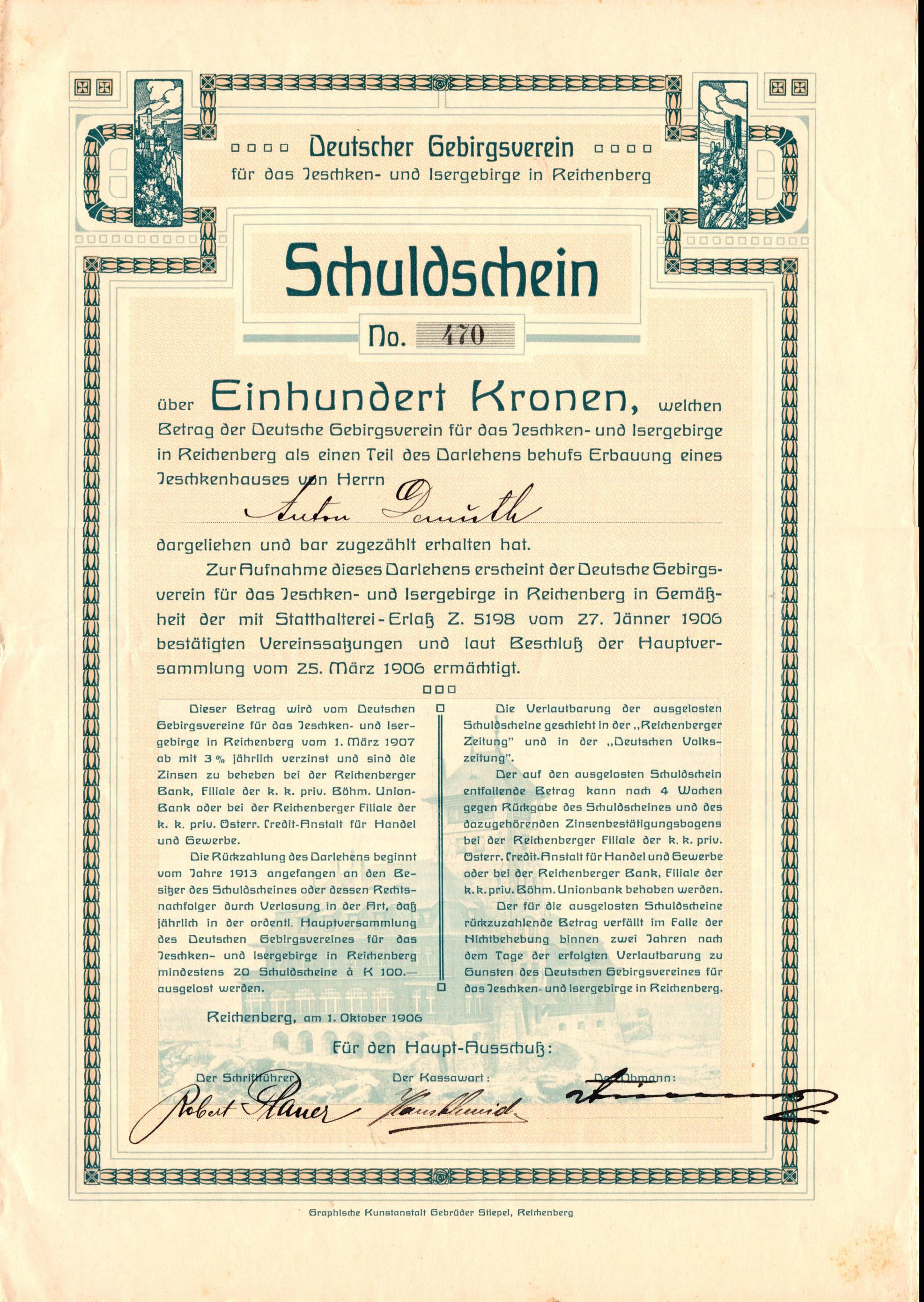
Schuldschein des Deutschen Gebirgsvereins vom 1. Oktober 1906 mit Abbildung des Hotels im Unterdruck

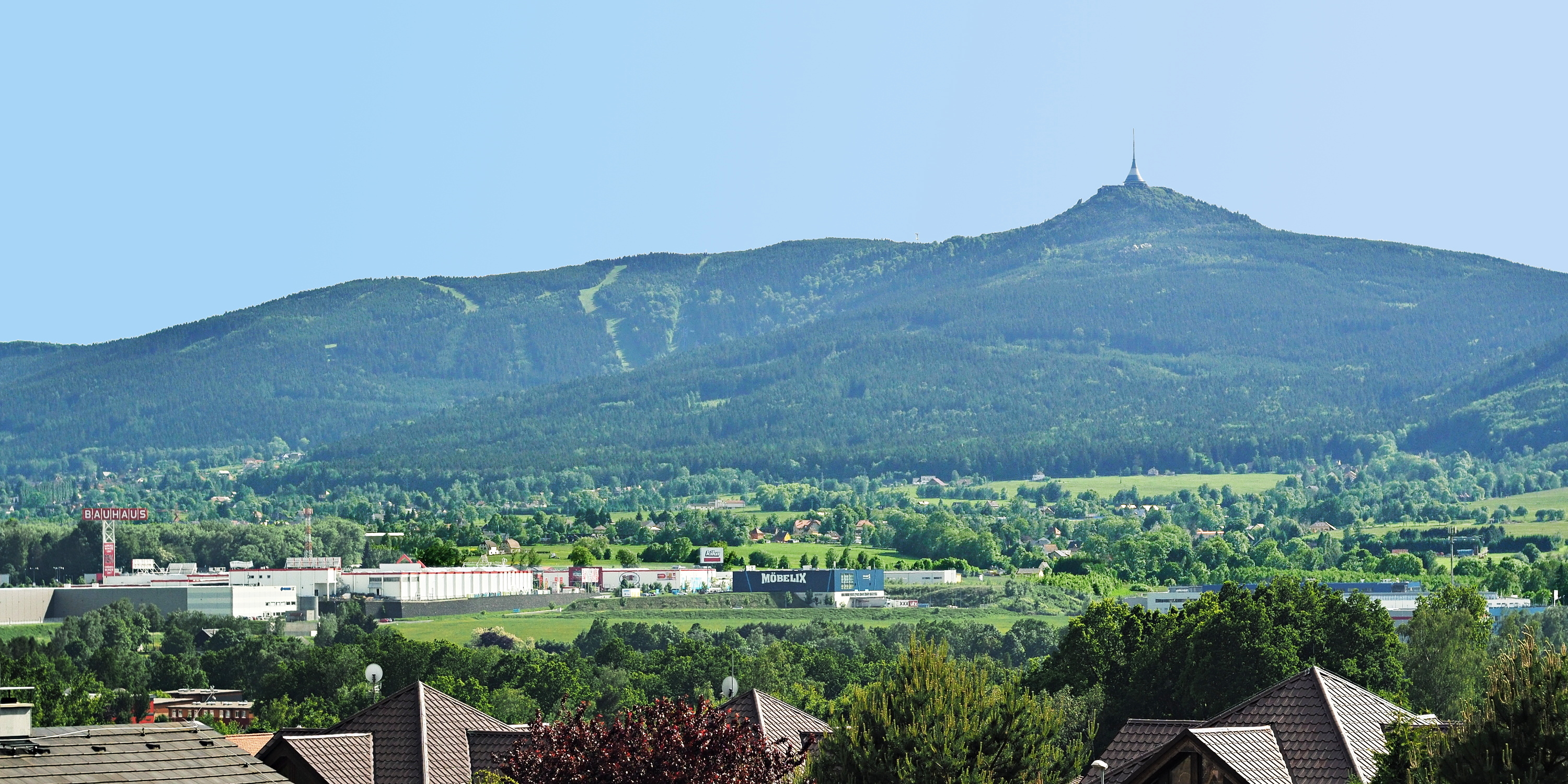
Blick von Nordost auf Reichenberg und den Ještěd

Der Ještěd befindet sich unmittelbar südwestlich von Liberec (deutsch Reichenberg) und ist dessen Hausberg. Direkt am Fuße des Berges liegen der Stadtteil Horní Hanychov (deutsch Oberhanichen) sowie die Gemeinde Světlá pod Ještědem (deutsch Swetla). Am Nordwesthang entspringt der Ještědský potok.
An den Hängen des Ještěd-Kammes befindet sich eine Reihe von Skiliften und Skipisten für den alpinen Skisport. Bekannt sind auch die Ještěd-Skisprungschanzen. Auf der großen K120-Anlage werden regelmäßig auch internationale Skisprungwettbewerbe ausgetragen. Am Ještěd befindet sich auch ein Bikepark mit fünf Abfahrten unterschiedlicher Länge und Schwierigkeitsgraden, wobei zum Teil die Skiabfahrten genutzt oder gekreuzt werden.
Mit der Kunstbahn Jeschken (auch Jeschkenbahn) gab es die bedeutendste künstlich errichtete Rodelbahn der Sudeten am Berg. Zwischen 1913 und 1937 fanden hier 13-mal die Rodelmeisterschaften der Sudetenländer statt, 1940 die deutschen Meisterschaften. Wichtigste Ereignisse waren die Rennrodel-Europameisterschaften 1914, die ersten überhaupt, die auf der Bahn stattfanden, sowie die Europameisterschaften 1939. Ruinöse Teile der Anlage sind in der Landschaft noch auszumachen.

## Geschichte
Bereits 1838 wurde auf dem Gipfel der noch vorhandene Rohanstein errichtet, der gleichzeitig als Grenzstein diente. Eine erste Hütte auf dem Gipfel bestand schon im Jahre 1844.
In den 1860er-Jahren wurde auf dem Gipfel eine Vermessungsstation errichtet, als Station Nr. 4 „Jeschken“ eine Station erster Ordnung der königlich-sächsischen Triangulation.
Am 7. August 1870 fand auf dem Berg ein tábor lidu (Volks-Tábor, ein nationales Treffen der tschechischen Patrioten, dem noch weitere Tábory folgten) statt, aus dem dann 1878 die Sociálně demokratická strana českoslovanská v Rakousku, die tschechische Sozialdemokratie, entstand.
Im Jahre 1906 baute der Deutsche Gebirgsverein für das Jeschken- und Isergebirge ein Berghotel, wofür Schuldscheine ausgegeben worden waren.
Im Jahre 1927 wurde das erste Jeschkenbergrennen für Kraftfahrzeuge veranstaltet.
Die Jeschkenseilbahn von Horní Hanychov zum Gipfel wurde 1933 als Sessellift eröffnet. 1972 folgte der Ersatz durch die Seilbahn. Am 31. Oktober 2021 stürzte eine der beiden Gondeln der Bahn ab. Ein Seilbahnführer kam dabei ums Leben. Der Betrieb der Bahn ist seitdem eingestellt.
Am 23. August 1940 gegen Mitternacht prallte ein Flugzeug des Typs Heinkel He 111 vom II. Kampfgeschwader (Löwengeschwader) in Lüneburg gegen den Berg unweit des Gipfels und riss eine lange Schneise in den Wald. Bei diesem Unglück starben die vier Insassen.
Im Jahr 2009 wurde ein Teil der Wettkämpfe der Nordischen Skiweltmeisterschaft am Ještěd ausgetragen.

## Bebauung
Im 1906 erbauten Berghotel kam es am 31. Januar 1963 zu einem Großbrand. Ein Mitarbeiter hatte versucht, eine eingefrorene Wasserleitung mit einer Lötlampe aufzutauen und dabei eine Holz-Verkleidung in Brand gesetzt. Wegen der unzureichenden Löschwasser-Versorgung brannte das Hotel bis auf die Grundmauern nieder.
Von 1966 bis 1973 wurde nach dem Entwurf des Architekten Karel Hubáček ein 99,86 Meter hoher futuristischer Bau neu errichtet, der Fernsehturm Ještěd. Für den Bau, der in Form eines Rotationshyperboloids die Formen der Berghänge aufgreift und nach oben hin fortführt, wurde der Architekt mit dem Auguste-Perret-Preis ausgezeichnet. Der Turm dient als Aussichtsturm, Sendemast, Hotel und Restaurant. Seit dem Jahr 2007 läuft eine Bewerbung zur Aufnahme dieses Bauwerks in die Liste des UNESCO-Welterbes.
Das Hotel steht im Mittelpunkt des Romans „Grandhotel“ (2006) von Jaroslav Rudiš.

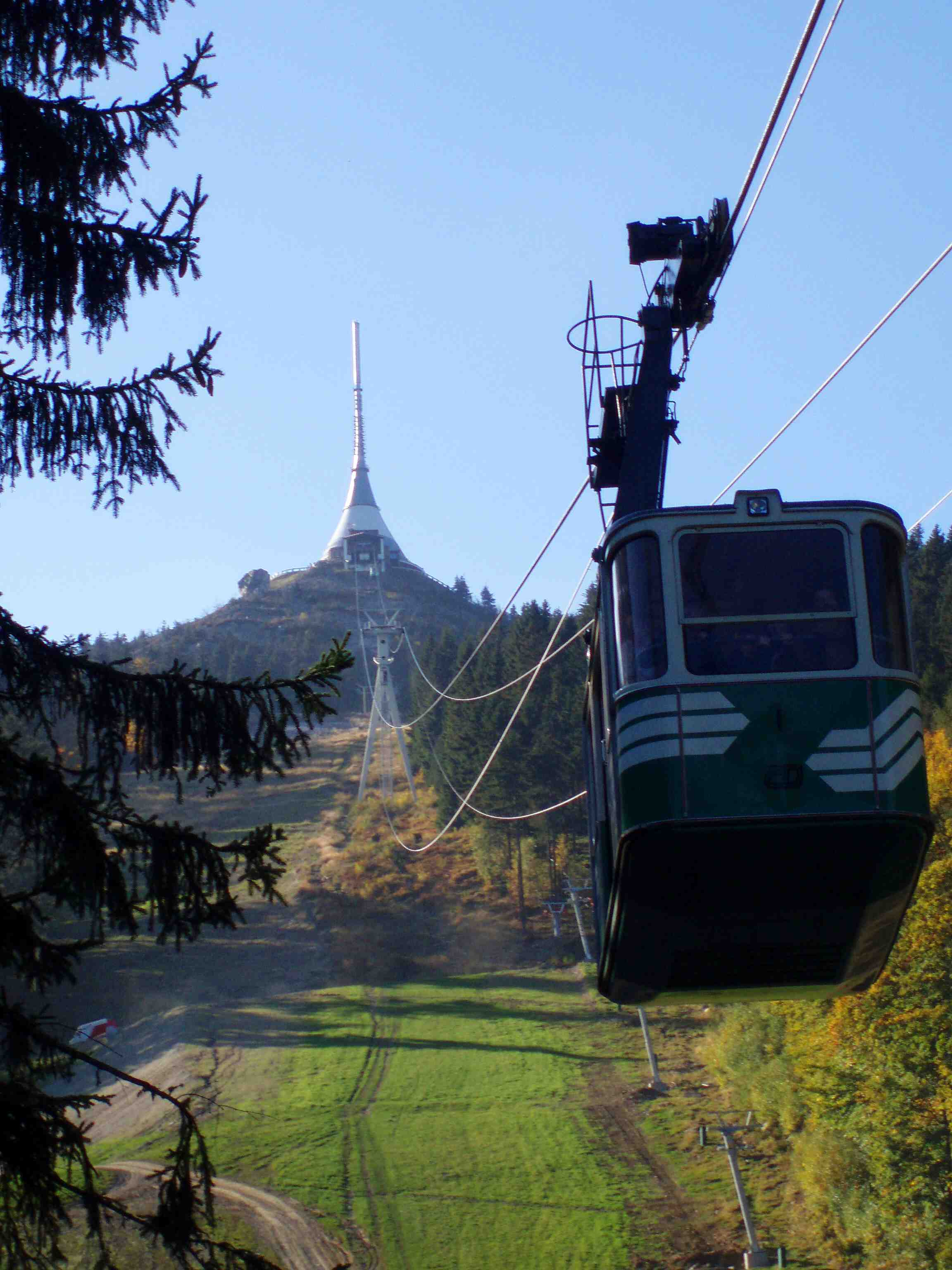
Seilbahn zum Gipfel

## Wege zum Gipfel
- Von Horní Hanychov (Oberhanichen), einem Stadtteil von Liberec, verkehrte die Jeschkenseilbahn zum Gipfel. Der Betrieb wurde nach einem Unfall im Oktober 2021 eingestellt.
- Seit Juni 2024 fährt von der Straßenbahnendhaltestelle Horní Hanychov der Bus Nr. 79 bis zum Parkplatz Ještědka.[7]
- Von der Passhöhe Výpřež (Ausgespann) führt eine schmale asphaltierte Straße auf den Berg. Eine Auffahrt mit eigenem Fahrzeug ist möglich. Es ist eine Parkplatzgebühr zu entrichten.
- Wanderer gelangen über eine Vielzahl markierter Wanderwege zum Gipfel. Günstigster Ausgangspunkt ist die Endstelle der Liberecer Straßenbahnlinie 3 in Horní Hanychov.
- Über den Berg führen rot markiert der Europäische Fernwanderweg E3 und der Bergwanderweg Eisenach–Budapest.

## Hunderter-Wettbewerb
Der „Hunderter-Wettbewerb“ ist ein ausgefallenes Wettrennen auf den Ještěd. Es geht darum, den Gipfel innerhalb kürzester Zeit hundertmal zu erklimmen und darüber hinaus das Abzeichen für tausend oder fünftausend Aufstiege zu erringen.
Als Auszeichnung gab es im Ausschank auf dem Ještěd die Hunderter-Abzeichen und das Halbliterglas mit Namen und der Anzahl der absolvierten Hunderten von Aufstiegen.
Im Jahr 2000 nahm man die Tradition wieder neu auf.

### Erwähnenswerte Rekorde
- Der Reichenberger Adolf Trenkler nutzte den täglichen Marsch auf den Berg als Abmagerungskur und erreichte im Jahr 1900 die beachtliche Zahl von 2000 Aufstiegen.
- Im Verlauf des Jahres 1937 gelangen Lilly Flassak insgesamt 709 Aufstiege.
- Frieda Mandelik erreichte bis 1937 den absoluten nachgewiesenen Rekord mit 5000 Aufstiegen.
- Im Jahr 1922 gelang dem Bergsteiger Rudolf Kauschka zusammen mit anderen zwölf Aufstiege an einem einzigen Tag.